# 水戸ご当地アイドル（仮）
水戸ご当地アイドル（仮）（みとごとうちあいどるかっこかり）は、茨城県水戸市を拠点に活動していた女性ローカルアイドルグループである。
キャッチフレーズは「いま!粘れるアイドル!」。

## 概説
2012年4月に水戸ご当地アイドル創出プロジェクトがスタート。第1期のメンバー公募には87通の応募があり、中には東京からの応募もあった。同年7月18日に本人・保護者との最終意識調査を行い10名のメンバーを決定した。
「水戸市を元気にすること、そして、水戸市を全国に発信すること」をモットーに活動しグループ自ら「水戸市の元気応援団」を自負。マネージャーは栗原秀典。イメージ・キャンペーンガールなどのモデル業、レポーターなどのタレント業など芸能活動全般を通じて水戸市を盛り上げていた。
2014年には水戸市の「みとの魅力宣伝部長」第1号に委嘱された。
元メンバーにより運営のセクハラ・パワハラが告発され、2018年1月14日をもって解散を発表、即日解散となったが、メンバーを全て入れ替え、同年11月25日の『水戸のラーメンまつり　4』に於いて活動再開した。
2019年2月、再結成メンバーが運営者に対する不信感で一斉に脱退。残っていた最後の新メンバーに対してもパワハラ、賃金未払い騒動。再加入した元メンバーにも不信感を持たれ、共に脱退される。
2021年1月6日、かほっほ、さゆみん、りーりんの3人の臨時メンバー期間の終了が発表され、春頃をもって活動休止となる。
候補生は新グループre-mitoとして新たなスタートを切るも前述と同じように脱退が相次いでいる。

## グループ名
プロジェクトのスタート当初はグループ名を公募していた時期もあったが、（仮）を含めた仮称がそのままグループの正式名称となっており、（仮）の中の漢字一文字をイベント先や地域にとけ込めるよう変えていく名称変動型アイドルだとしている。（例：物販のタオル→“（綿）”、ご当地アイドルNo.1決定戦決戦仕様→“（覇）”、緑化祭イベント→“（緑）”、高速道路SAイベント→“（道）”など）、愛称は「水戸ご当地ちゃん」もしくは「ご当地ちゃん」。また、ファンは「みとっぽ（水戸っぽ）」と呼ばれている。

## メンバー

### 正式メンバー
| 名前     | 期  | 生年月日       | 血液型 | 担当カラー | 備考 |
| -------- | --- | -------------- | ------ | ---------- | --- |
| さゆみん | 1期 | 1992年8月19日  | A型    | 恋ピンク   | 2015年2月1日付で卒業。2019年2月再加入(臨時メンバー)。 |
| かほっほ | 1期 | 1991年12月16日 | A型    | 青         | 2014年3月25日付で卒業。式は同月23日の単独LIVEにて。 卒業後も、ねばキラTVに天の声としてゲスト出演やイベント時にスタッフとして姿を見せる事もある。2019年5月再加入(臨時メンバー)。 |
| りーりん | 1期 | 1995年8月20日  | 不明   | 紫         | 2014年10月5日付で卒業。2020年10月再加入(臨時メンバー)。 |

### 過去に在籍したメンバー
- 並びはグループ脱退順。

| 名前       | 期  | 生年月日       | 血液型 | 担当カラー         | 備考 |
| ---------- | --- | -------------- | ------ | ------------------ | --- |
| さやぴよ   | 1期 | 11月16日       | 不明   | 無し               | 2012年9月、正式デビュー前に脱退。 |
| えりぴょ   | 1期 | 1991年10月25日 | O型    | 黄色               | 初代リーダー。2013年2月28日付で脱退。 |
| ひな       | 1期 | 1996年8月4日   | A型    | 赤                 | 初代ダンス部長。2013年3月31日付で卒業。同年4月4日に卒業式。 卒業後も曲の振り付けやフリーペーパーのデザイン・候補生へのダンスレッスンに関わるなど、良好な関係が続いている。                |
| みちゃと   | 1期 | 1994年10月14日 | AB型   | オレンジ           | 2013年7月31日付で脱退。 |
| ことみ     | 2期 | 1998年4月1日   | O型    | 黄色               | 2013年8月1日付で候補生から昇格したが、同年10月14日付で脱退。 2015年2月現在、アイドルユニット「FES☆TIVE」の「鈴木ことね」として活動中。                                                    |
| あき       | 2期 | 1994年4月28日  | A型    | オレンジ           | 追加メンバー募集による応募で2013年8月1日付で候補生から昇格。 同年9月に活動休止し、そのまま復帰せず同年12月31日付で脱退。                                                                  |
| えりりん   | 1期 | 1996年11月20日 | 不明   | パステルピンク     | 2014年1月25日付で卒業。 |
| ほなみ     | 1期 | 1995年4月20日  | A型    | 水色               | ファンと交際していることが発覚し、2014年2月16日付で解雇。 |
| ねぎ       | 2期 | 1999年3月15日  | B型    | 無し               | 追加メンバー募集による応募で候補生入り。 メンバーへの昇格はしないまま2014年5月1日に辞退。 2014年7月、根本凪として「虹のコンキスタドール」に加入。2017年、でんぱ組.incに加入。兼任となる。 |
| まりなっぴ | 1期 | 1992年12月24日 | A型    | 緑 → 赤            | 2014年12月7日付で卒業。 |
| れな       | 3期 | 1998年2月28日  | AB型   | まじかるピンク     | 2014年2月15日のイベントにて候補生から昇格。 |
| りこ       | 5期 | 2000年4月4日   | A型    | 黄色               | 2015年2月1日の単独LIVEにて候補生から昇格。 |
| まりの     | 6期 | 1995年5月10日  | A型    | 爆弾ピンク         | 2015年2月1日の単独LIVEにて候補生から昇格。 2016年12月18日付で卒業。 |
| だいず     |     | 1998年3月22日  |        | 紫                 | 2017年2月12日付で脱退。 地下アイドル「THE BANANA MONKEYS」の「モズク・サン」として活動中。                                                                                                |
| りま       | 5期 | 1998年12月23日 | A型    | 癒しの緑           | 2014年11月3日のイベントにて候補生から昇格。 2017年3月26日付で卒業。 「志城璃磨」と改め女優に転向。                                                                                        |
| るか       | 4期 | 1995年5月14日  | O型    | 爽やかブルー       | 2014年5月3日のイベントにて候補生から昇格。 2017年5月7日付で卒業。 |
| まりな     |     | 1998年12月7日  |        |                    | 2017年7月、学業に専念するため脱退。口笛奏者として活動中。 |
| あやや     |     | 2000年2月24日  | A型    | オレンジ           | 2017年9月3日卒業予定だったが、運営との見解の違いにより8月16日に脱退。 |
| うめ       |     | 1999年6月5日   | A型    | 赤                 | 2017年12月16日に卒業予定だったが、11月12日に脱退。 Twitterにて様々な理由があったと発表（例：飲酒の強要、セクシャルハラスメント、パワーハラスメント、賃金未払い、脱税の疑い）。            |
| あみ       |     | 1998年7月22日  | O型    | 恋ピンク           | 2018年解散時メンバー |
| ゆりりん   | 5期 | 2000年12月30日 | O型    | 水色               | 2015年2月1日の単独LIVEにて候補生から昇格。2018年解散時メンバー |
| れん       |     | 2001年6月30日  | B型    | 緑                 | 2018年解散時メンバー |
| らら       |     | 2002年8月2日   | B型    | フレッシュイエロー | 2018年解散時メンバー |
| みづき     |     | 2003年2月21日  | ？型   | 青                 | 2018年解散時メンバー。2019年7月31日、｢リルネード｣ の ｢桐原美月｣としてデビュー。 現在「CANDY TUNE」として活動中。                                                                          |
| ちひろん   |     | 1998年9月30日  | B型    | 青                 | 2018年再結成時メンバー。4代目ダンス部長。2019年2月6日付でりぃと共に脱退。 |
| みき       |     | 1998年7月27日  | A型    | 黄色               | 2018年再結成時メンバー。2019年1月23日付で、社業に専念するため脱退。 |
| りぃ       |     | 1999年3月21日  | A型    | 赤                 | 2018年再結成時メンバー 2019年2月6日付でちひろんと共に脱退。 |
| ゆめ       |     | 2000年2月22日  | O型    | ピンク             | 2018年再結成時メンバー。 |
| こまり     | 3期 | 1998年9月2日   | O型    | オレンジ           | 2014年3月23日の単独LIVEにて候補生から昇格。2015年01月20日付で脱退。 女優アイドル「ピカ☆マイ」の研究生「望月ゆず」として活動していた。2019年2月再加入。同年7月17日Twitterにて脱退を発表。  |
| みさき     |     | 1998年3月10日  | Ｏ型   | 水色               | 2019年4月加入、2019年5月19日のLIVEにて正式メンバーに昇格。同年7月17日Twitterにて脱退を発表。                                                                                              |
| ゆりか     |     | 1996年12月6日  | A型    | 黄色               | 2019年6月加入。6月9日のLIVEにて正式メンバーに昇格。｢星座百景｣で｢江田はるか｣として活動していた。2020年12月13日卒業。                                                                       |

## 略歴

### 2012年（平成24年）
- 8月4日・5日、第52回水戸黄門まつりのステージイベントに出演。
- 9月30日、ケーズデンキスタジアム水戸で開催された「いばらき！ホーリーホック1万人祭り」、偕楽園公園四季の原で開催された「水戸市環境フェスタ2012」、偕楽園開園170年イベント「グリーンフェスティバル」にて正式デビュー。同日、茨城県警察・生活安全部長より「いばらき安全安心アンバサダー」[10]を委嘱された。
- 11月16日、ホリプロ主催のご当地アイドルNo.1決定戦 U.M.U AWARD 2012のファイナリスト候補「ALL JAPAN SELECTION 2012 BEST30」に選出。
- 12月22日、デビューシングル「NEBAPPE☆MITOPPO」を発売[11]。
- 12月26日、原宿クエストホールで開催された、U.M.U AWARD 2012 決勝戦に、ファイナリストとして初出場。
- 12月28日、いばらきイメージアップ大賞において「水戸の街中の新しいにぎわいづくりプロジェクト」奨励賞の受賞が発表された[12]。

### 2013年（平成25年）
- 2月6日、東京都内の都道府県会館において「平成24年度いばらきイメージアップ大賞表彰式」が行われた[13]。
- 8月5日、NHK『あまちゃん』キャンペーン「全国『あまちゃん』マップ」サポーターに就任[14]。
- 8月27日、茨城県知事選挙 一日選挙管理委員に就任[15]。
- 10月1日、茨城県赤十字血液血液センターの献血ポスターやイベント出演など広報面での起用が公式ツイッターにて発表された[16]。
- 10月15日、『第2回 水戸まちなかフェスティバル〜秋のストリート文化祭〜』（10月26日・27日開催）の宣伝部長に就任[17]。
- 11月2日、笠間芸術の森公園で開催された「茨城をたべよう収穫祭」にて、「茨城をたべよう運動」応援ソング「いばらき おいしいパラダイス」を発表[18]。
- 11月27日、ご当地アイドルNo.1決定戦 U.M.U AWARD 2013のファイナリスト候補「ALL JAPAN SELECTION 2013 BEST30」に選出。
- 12月13日、U.M.U AWARD 2013 決勝戦に2年連続ファイナリストとして出場し優勝[19]。
- 12月16日、水戸市が「市の魅力発信と文化芸能の振興に貢献した」と評価、表彰する方針を決定[20]。
- 12月26日、いばらき安全安心アンバサダー[10]に任命されている茨城県内のご当地アイドル、しもんchu、T-Princess、かしま未来りーな 、と共に茨城県警察による防犯啓発ソング「鍵かけ戦隊KEYレンジャー」「きずな」を発表[21][注 1]。
- 12月27日、水戸市役所三の丸臨時庁舎ロビーで行なわれた表彰式で水戸市芸術文化功労賞を受賞[22]。

### 2014年（平成26年）
- 3月27日、NHK「恋する地元キャンペーン」の「あなたの地元の恋ジモサポーター」茨城県代表に選出[23]。
- 4月4日、水戸市の高橋靖市長より第1号の「みとの魅力宣伝部長」に委嘱され、市役所臨時庁舎で委嘱式が行われた[24]。
- 5月14日、コナミデジタルエンタテインメント制作のBEMANIシリーズの3機種[注 2]にてBEMANIアーティスト書き下ろしの新曲[注 3]「MITOれて！いばらきっしゅだ～りん」稼働開始。6月11日からは「LoveLove DokiDoki」が稼働開始[25]。
- 7月25日、県庁で新曲「梅」、「想（そう）」と新衣装の披露会見を行った[26][27]。
- 8月2日・3日に開催された東京アイドルフェスティバル2014に初出演。

### 2015年（平成27年）
- 8月30日、日本テレビ主催の汐留ロコドル甲子園で全国第3位。

### 2016年（平成28年）
- 8月28日、日本テレビ主催の汐留ロコドル甲子園で全国第3位。

### 2017年（平成29年）
- 8月26日、日本テレビ主催の汐留ロコドル甲子園で全国準優勝。
- 8月16日、あやや脱退。

### 2018年（平成30年）
- 1月14日、公式サイトにてグループの解散を発表。発表日に解散。(水戸市は運営者に対し1月16日までに書面で騒動の説明をするよう要求していた。)
- 11月25日、メンバーを全て入れ替え、活動再開。

### 2019年（平成31年）
- 2月6日、りぃ、ちひろん脱退。
- 4月19日、ゆめが口頭で契約解除通告。
- 7月17日、こまり、みさき脱退発表。

### 2020年（令和2年）
- 12月22日、「2020年下半期アイドルセレクト10」に選出[28]。

## 作品

### シングル
CDの販売は、各種イベントの物販、または水戸市 街なか かわまた楽器（泉町2丁目）、川又書店（茨城県庁店、水戸駅ビルEXCEL店）、まちなか情報交流センター（南町2丁目）、茨城県内ブックエース11店舗、WonderGOO 水戸笠原店に限定されている。
デビューシングル「NEBAPPE☆MITOPPO」の作詞は北茨城市出身の大塚利恵が、作曲はひたちなか市出身の鎌田雅人が手がけている。
| #   | 発売日         | タイトル                                                         | カップリング             | ボーナストラック                                                   |
| --- | -------------- | ---------------------------------------------------------------- | ------------------------ | ------------------------------------------------------------------ |
| 1st | 2012年12月22日 | NEBAPPE☆MITOPPO                                                  | 水戸ご当地ちゃん! 漫遊記 | NEBAPPE☆MITOPPO [Piano version]                                    |
| 2nd | 2013年11月4日  | トレハイ! 曲タイトル：トレジャーレジェンド 〜千波湖に眠る秘宝〜  | フライハイ!              | NEBAPPE☆MITOPPO [new version]                                      |
| 3rd | 2014年6月8日   | トレハイ!2 曲タイトル：トレジャーレジェンド 〜千波湖に眠る秘宝〜 | フライハイ!              | トレジャーレジェンド [Navigation mix] フライハイ [Glitter version] |
| 4th | 2014年8月2日   | 梅 想 曲タイトル：梅                                             | 想                       |                                                                    |

### 音楽配信
| 配信開始日     | タイトル                                                     | 備考 |
| -------------- | ------------------------------------------------------------ | --- |
| 2012年12月5日  | NEBAPPE☆MITOPPO                                              | U.M.U AWARD 2012の着うたバトルにてレコチョクで先行配信された。（現在は配信終了）。CD音源とは別ヴァージョン                    |
| 2013年3月27日  | サクラサケ日本 ※U.M.U FOR JAPAN feat.春香クリスティーン 名義 | U.M.U AWARD 2012のアイドル達が一同に集まり“U.M.U FOR JAPAN feat.春香クリスティーン”として歌うエナジーソング。iTunes限定配信。 |
| 2013年11月12日 | いばらき おいしいパラダイス                                  | いばらき食と農のポータルサイト「うまいもんどころ」にて無料配信中。 作詞：大塚利恵 作曲・編曲：鎌田雅人 歌唱指導：小寺可南子   |
| 2013年12月26日 | きずな 歌：水戸ご当地アイドル（仮）、T-Princess              | 茨城県警察HP「いばらき安全安心アンバサダー」にて無料配信中。 作詞：岡見正仁 作曲：岡見正仁／鯨井ヨシユキ 編曲：鯨井ヨシユキ   |

### 映像作品
| 発売日        | タイトル                                                                               | 収録曲          | 備考                                                                |
| ------------- | -------------------------------------------------------------------------------------- | --------------- | ------------------------------------------------------------------- |
| 2013年3月27日 | ご当地アイドルNO.1決定戦「U.M.U AWARD 2012」 〜ニッポン全国アイドル勢力図〜            | NEBAPPE☆MITOPPO | 特典映像あり。デビュー時のメンバー9名が揃うラストステージとなった。 |
| 2014年3月26日 | ご当地アイドルNO.1決定戦「U.M.U AWARD 2013」 〜全国発信!「1 / 47アイドル特区」宣言!!〜 | NEBAPPE☆MITOPPO |                                                                     |

## 出演

### テレビ
- ぶらり途中下車の旅（2014年9月20日、日本テレビ放送網）

### ラジオ
- JUMP!（2012年10月1日 - 2013年3月25日、茨城放送 毎週月曜日21:00 - 21:45）
- ねばれるラジオ（2013年4月2日 - 2014年3月25日、茨城放送 毎週火曜日21:00 - 21:40 ※2013年10月1日より、20:30 - 21:40）[34]

### インターネットテレビ
- 水戸ご当地アイドル（仮）の～ねばキラTV（キラ☆）（2014年4月2日 - 、いばキラTV 第1第3水曜日21:00 - 21:45）
  - レギュラートーク番組。茨城県下妻市のご当地アイドル「しもんchu」との隔週放送。
- ご当地アイドルに○○させてみた（2012年12月26日 - 2013年3月、いばキラTV）- 不定期放送[35]
- 乾曜子の食べウマいばらき☆〜ご当地アイドルバスツアー〜（2013年6月23日 - いばキラTV 毎週月曜日更新）- 不定期出演[36][37]

### ネット配信
- 水戸ご当地ちゃん .TV（USTREAM、毎週月曜日20時配信）
- ご当地アイドル 水戸（YouTube、過去のTV出演やイベント動画など）

### 雑誌・新聞連載
- いばらきご当地アイドル通信（2014年04月 - 、株式会社ふじ工房）
  - 水戸ご当地アイドル（仮）、T-Princess、かしま未来りーな、しもんchuのバトンレポート
- 茨城アイドルレポート（2014年04月 - 、茨城新聞社）
  - 水戸ご当地アイドル（仮）、T-Princess、かしま未来りーな、しもんchuのバトンレポート

### 掲載誌
- ローカルアイドル パーフェクトガイド（2013年2月26日、イカロス出版）
- 全国あいどるmap 2013-2014（2013年7月19日、エンターブレイン）

### トレーディングカード
- U.M.U AWARD トレーディングカード 〜ニッポン全国アイドル勢力図〜（2013年4月27日、ベースボール・マガジン社）

## エピソード
- 茨城県水戸市が創業地であることからアパレルメーカーの株式会社ポイントより、2012年の「U.M.U AWARD2012」出演[38]、2013年11月のセカンドシングル「Treasure Legend 千波湖に眠る秘宝」発売[39]、2014年の「東京アイドルフェスティバル2014」出演[26]、に合わせて衣装の提供を受けている。
- ファッションドールのプーリップとのコラボレーション[40]により、2012年の衣装をまとったプーリップが制作され、2013年2月22日から3月11日にかけてパルコミュージアムにて開催された「プーリップ」誕生10周年記念イベント『We♥Pullip』～10th Anniversary Party～[41]において『プーリップ×ご当地アイドル コラボドール』人気投票でグランプリを獲得している[42][注 4]
- 2017年11月に脱退した元メンバーの告発によりセクハラやパワハラ、飲酒強要、賃金未払いがあったと報告。2018年には東京新聞の報道を皮切りにメディア各社の報道が始まったと同時に同年1月14日をもって解散に至った。このことは＃MeToo運動の流れもあり、海外でも報道された[43]。